# Малянтович, Кирилл Георгиевич
Кири́лл Георгие́вич Малянто́вич (15 мая 1924 — 5 июля 2007) — советский режиссёр-мультипликатор и художник-мультипликатор.

## Биография
Родился в семье Георгия Павловича Малянтовича, сына Павла Николаевича Малянтовича — видного российского юриста, министра юстиции во Временном правительстве от партии РСДРП (меньшевиков). Дед и отец были расстреляны во время репрессий конца 1930-х годов.
Сам Кирилл Георгиевич был дважды репрессирован в 1930-х и 1950-х годах как «член семьи врага народа». В общей сложности провёл в лагерях 5 лет. После смерти Сталина был полностью реабилитирован. Также посмертно были реабилитированы отец и дед Кирилла Георгиевича.
Участвовал в Великой Отечественной войне, награждён орденами Отечественной войны I и II степени.
В 1947 году работал на студии «Союзмультфильм» фазовщиком и прорисовщиком. В 1947—48 годах обучался на курсах художников-мультипликаторов при студии.
С 1947 по 1970 год (с перерывом с 1951 по 1954 год, когда находился в местах заключения) работал на киностудии «Союзмультфильм» мультипликатором рисованных и кукольных фильмов.
С 1970 по 1987 работал режиссёром и мультипликатором на студии «Мульттелефильм» ТО «Экран». Являлся режиссёром кукольных фильмов, работал в научной мультипликации. Принимал участие в организации и обучении специалистов мультстудий союзных республик СССР (Украины, Эстонии, Грузии и других).
В 1990-е годы являлся преподавателем на студии «Классика».
Кирилл Малянтович является автором рассказов-воспоминаний, публиковался в периодической печати (еженедельная газета «Алфавит», журналы «Новая Юность», «Русский адвокат», «Кинограф», «Киноведческие записки»), в литературном альманахе «С.Л.О.В.А» (вып. 2, 2015 год).
Умер 5 июля 2007 года. Похоронен на Калитниковском кладбище.

## Фильмография

### Режиссёр
- «Незнайка-художник» (1972)
- «Незнайка встречается с друзьями» (1972)
- «Волшебник изумрудного города» (серия 1) (1973)
- «Волшебник изумрудного города» (серия 8) (1974)
- «В стране ловушек» (1975)
- «Тебе, атакующий класс!» (1977)
- «Сказка о потерянном времени» (1978)
- «Топчумба» (1980)
- «Плавание» (1980)
- «Жил-был Саушкин 2» (1981)
- «Кто придёт на Новый год?» (1982)
- «Солдатская лампа» (1984)

### Мультипликатор
| - «Гуси-лебеди» (1949) - «Подпись неразборчива» (1954) - «Стрела улетает в сказку» (1954) - «Снеговик-почтовик» (1955) - «Трубка и медведь» (1955) - «Юля-капризуля» (1955) - «В яранге горит огонь» (1956) - «Маленький Шего» (1956) - «Шакалёнок и верблюд» (1956) - «Волк и семеро козлят» (1957) - «Храбрый оленёнок» (1957) - «Грибок-теремок» (1958) - «На перекрёстке» (1958) - «Приключения Буратино» (1959) - «Приключения Перца» (1960) - «Ключ» (1961) - «МуК (Мультипликационный Крокодил) № 4» (1961) - «Веснянка» (1961) - «Левша» (1964) - «Лягушонок ищет папу» (1964) - «Как один мужик двух генералов прокормил» (1965) - «Автомобиль, любовь и горчица» (1966) - «Потерялась внучка» (1966) - «Я жду птенца» (1966) - «Честное крокодильское» (1967) - «Козлёнок, который считал до десяти» (1968) - «Соперники» (1968) - «Вятская лошадка» (1969) - «Крокодил Гена» (1969) - «Синяя птица» (1970) - «Паучок Ананси» (1970) - «Приключения жёлтого чемоданчика» (1970) (мультипликационная вставка) | - «Незнайка встречается с друзьями» (1972) - «Незнайка встречается с друзьями» (1972) - «Незнайка встречается с друзьями» (1972) - «Волшебник изумрудного города» (серия 1) (1973) - «Волшебник изумрудного города» (серия 8) (1974) - «В стране ловушек» (1975) - «Сказка о потерянном времени» (1978) - «Северная сказка» (1979) - «Топчумба» (1980) - «Девичьи узоры» (1981) - «Жил-был Саушкин 2» (1981) - «Ушастик и его друзья» (1981) - «Кто придёт на Новый год?» (1982) - «Ассоль» (1982) - «Гори, гори ясно» (1983) - «Лебеди» (1983) - «А в этой сказке было так…» (1984) - «Бюро находок» (серия 4) (1984) - «Жар-птица» (1984) - «Капля» (1984) - «Солдатская лампа» (1984) - «Чертёнок с пушистым хвостом» (1985) - «Повелители молний» (1985) - «Кубик. Зайца не видали?» (1985) - «Конец» (1986) - «Каменные музыканты» (1986) - «Тихо! Идёт операция!» (1986) |